# Pierre Pierce
Pour les articles homonymes, voir Pierce.
Pierre Pierce, né le 7 juin 1983, à Westmont, dans l'Illinois, est un joueur américain de basket-ball. Il évolue aux postes de meneur et d'arrière. 

## Biographie
Jeune joueur prometteur dans l'équipe des Hawkeyes de l'Iowa, Pierre Pierce est reconnu coupable d'agression sexuelle en 2002, purgeant sa peine lors de la saison 2002-2003.
En janvier 2005, il est de nouveau reconnu coupable de violence et de tentative de viol sur son ex petite amie. Il est alors condamné à deux ans de prison et est exclu de son équipe des Hawkeyes.
Après un an de prison, il obtient une remise de peine. Il commence sa carrière professionnelle en 2008 à Hyères-Toulon. Après une pige de quelques matchs en décembre 2012 à Hyères Toulon, il signe à Cholet en janvier 2013, en remplacement de Terrell Everett.